# Уникальное простое
В теории чисел Уникальное простое число — это определённый вид простых чисел. Простое число p ≠ 2, 5 называется уникальным, если не существует другого простого q, такого что длина периода разложения в десятичную дробь обратной величины, 1⁄p, равна длине периода 1⁄q. Уникальные простые впервые были описаны Самюэлем Йетсом (Samuel Yates) в 1980.
Можно показать, что простое p является уникальным с периодом n тогда и только тогда, когда существует натуральное число c, такое что
{\displaystyle {\frac {\Phi _{n}(10)}{\gcd(\Phi _{n}(10),n)}}=p^{c}},
где {\displaystyle \Phi _{n}(x)} — это n-ый круговой многочлен.
В настоящее время известно более пятидесяти уникальных простых или возможно простых. Однако известно только двадцать три уникальных простых, меньших 10100. Таблица ниже показывает 23 уникальных простых, меньших 10100 (последовательность A040017 в OEIS) и их периоды (последовательность A051627 в OEIS):
| Длина периода | Простое |
| ------------- | --- |
| 1             | 3 |
| 2             | 11 |
| 3             | 37 |
| 4             | 101 |
| 10            | 9091 |
| 12            | 9901 |
| 9             | 333,667 |
| 14            | 909,091 |
| 24            | 99,990,001 |
| 36            | 999,999,000,001                                                                                                 |
| 48            | 9,999,999,900,000,001                                                                                           |
| 38            | 909,090,909,090,909,091                                                                                         |
| 19            | 1,111,111,111,111,111,111                                                                                       |
| 23            | 11,111,111,111,111,111,111,111                                                                                  |
| 39            | 900,900,900,900,990,990,990,991                                                                                 |
| 62            | 909,090,909,090,909,090,909,090,909,091                                                                         |
| 120           | 100,009,999,999,899,989,999,000,000,010,001                                                                     |
| 150           | 10,000,099,999,999,989,999,899,999,000,000,000,100,001                                                          |
| 106           | 9,090,909,090,909,090,909,090,909,090,909,090,909,090,909,090,909,091                                           |
| 93            | 900,900,900,900,900,900,900,900,900,900,990,990,990,990,990,990,990,990,990,991                                 |
| 134           | 909,090,909,090,909,090,909,090,909,090,909,090,909,090,909,090,909,090,909,090,909,091                         |
| 294           | 142,857,157,142,857,142,856,999,999,985,714,285,714,285,857,142,857,142,855,714,285,571,428,571,428,572,857,143 |
| 196           | 999,999,999,999,990,000,000,000,000,099,999,999,999,999,000,000,000,000,009,999,999,999,999,900,000,000,000,001 |

Простое число с периодом 294 похоже на число, обратное 7 (0.142857142857142857…)
Не приведённое в таблице 24-е уникальное простое число содержит 128 знаков и период длиной 320. Оно может быть записано как (932032)2 + 1, где индекс n означает n последовательных копий цифры или группы цифр, находящихся перед индексом.
Хотя уникальные простые числа редки, существует основывающаяся на изучении простых, состоящих из одной цифры, и возможно простых гипотеза о бесконечном числе уникальных простых (любой простой репьюнит уникален).
На 2010 год репьюнит (10270343−1)/9 — наибольшее из известных возможно уникальных простых чисел.
В 1996 году наибольшим проверенным уникальным простым было (101132 + 1)/10001, или, используя использованную выше запись, (99990000)141+ 1. Его период равен 2264. Рекорд был с тех пор несколько раз улучшен. К 2010 году наибольшее проверенное уникальное простое число имело 10,081 знаков.